# Фалькович, Борис Моисеевич
Борис Моисеевич Фалькович (1896 — 1931) — советский хозяйственный деятель.

## Биографические данные
С 1919 года — секретарь профсоюза металлистов. С 1920 года — член коллегии и начальник учётно-распределительного отдела губернского совнархоза. В 1922−1924 годах — директор завода «Интернационал». В 1924−1926 годах — заведующий крайотделом Полесоторга. В 1927−1931 годах — управляющий и председатель правления Узбекторга, член коллегии Наркомснаба и заместитель наркома. В 1931 году — нарком снабжения Узбекской ССР.